# 溫紹賢

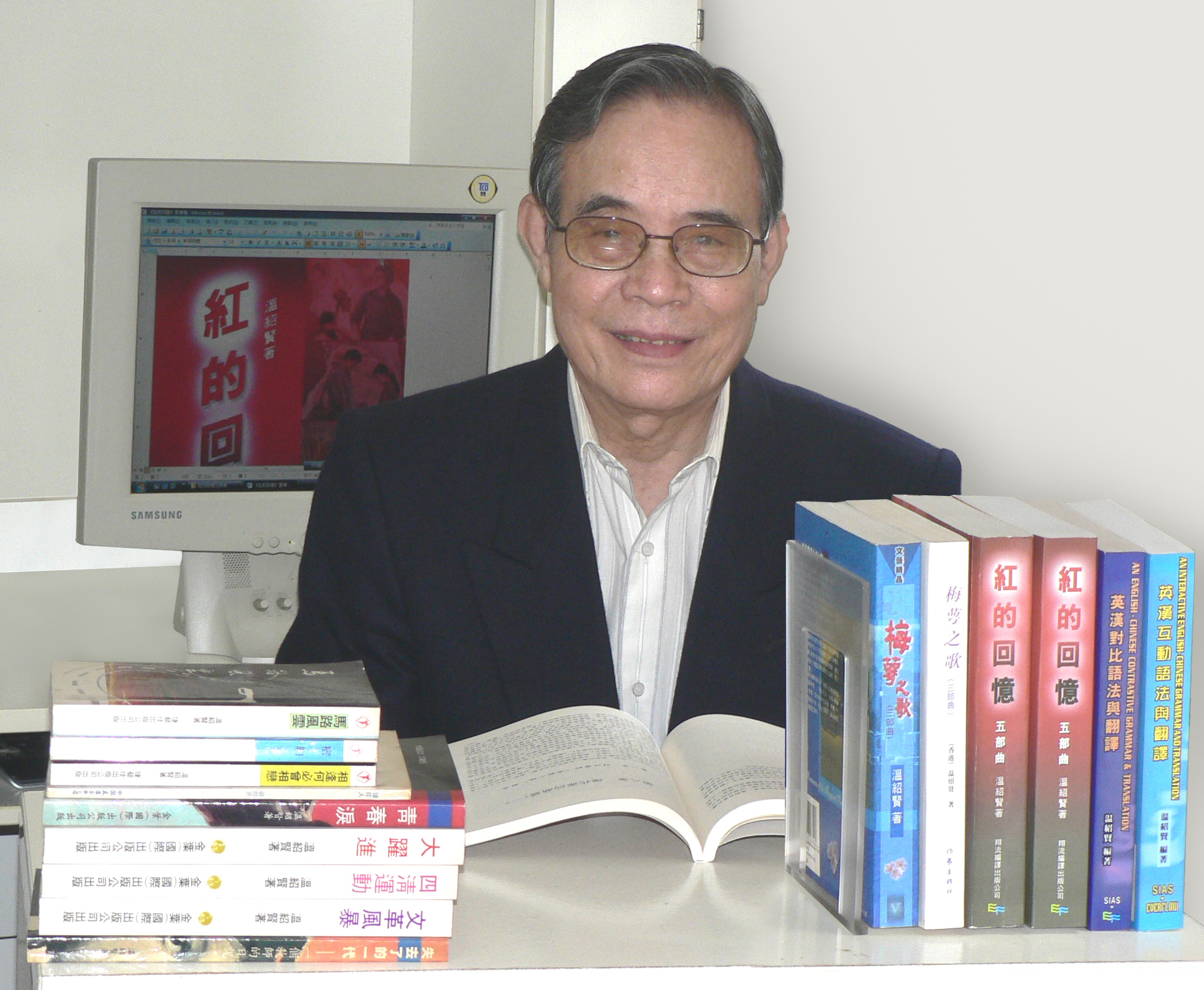
溫紹賢

溫紹賢（1934年12月4日—），生於香港，祖籍廣東省清遠市。他另有筆名崗楓、溫暖、江楓、白侶、汝範等。早年畢業於中山大學西方語言文學系。溫紹賢是資深的翻譯家和中英文編輯，翻譯和譯審過的書籍超過一百部；他也是長期從事英漢語言比較和翻譯研究的學者，有多部學術專著問世；他同時又是小說作家，擅長撰寫政經歷史長篇小說，代表作有《紅的回憶》五部曲和「綠印人」系列三部短篇小說集。

## 簡歷
溫紹賢出身於沒落的書香之家。祖父和外祖父均早喪，祖母和外祖母早年到香港來謀生，因此，家族居於香港已有一百多年的歷史。父親一生從事教育工作。1941年香港淪陷，隨父母兄弟姊妹逃難返回老家清遠，母親不久不幸染病去世，此後四年在鄉間過著顛沛流離的生活。抗日勝利後同哥哥回到香港，跟為英國洋行大班當總廚的外婆過活。1954年考入廣州中山大學西方語言文學系，1958年畢業，但因被懷疑為「美蔣特務」而被下放到廣西偏遠山區達三年之久。1961年調到廣西大學外文系任教，歷任助教、講師和教研室副主任。在文化大革命中，曾五次被派遣到十分貧窮落後的山區「接受貧下中農的再教育」，每次為期半年，健康受到了嚴重的摧殘。1977年下半年獲解除「特務嫌疑」身分，1978年底獲批准返回香港。返港後，長期從事翻譯、編輯和英漢語言比較和翻譯研究的工作，歷任大型翻譯出版機構專職翻譯和譯審，也曾經是數部《中國年鑑》(英文版) 的英文主編，同時進行文學創作。2001年起任鄭州大學西亞斯國際學院商學院榮譽教授。

## 小說創作理念
溫紹賢小說創作的理念是要把文學作為批判黑暗現實的武器。他在《文學於我只是工具》(見於《香港作家小傳》，香港作家出版社，1997年) 一文中有這樣的一段話：「本人自小就膽小怕事，並十分不擅交際，但政治卻如影隨形，苦苦與我糾纏。在大陸被懷疑為美蔣特務二十多年，1978年返回香港，剛踏過羅湖橋，就被懷疑為共黨派來的特工。」可見，溫紹賢是個在政治上長期受監視而被剝奪了抗辯權利的人，世界上唯一能夠讓他公開自由抗辯的，就只有文學這個載體了。溫紹賢所有的小說，打從他青少年時代所寫的第一篇短篇小說《瑪麗不是中國人》起，都是要為社會上的弱勢者抱不平，對強勢者所加諸於他們身上種種坑害和不公正的行為，進行無情的揭露和憤怒的譴責。因此，溫紹賢的小說全部都是嚴肅文學作品。

## 小說的藝術特點

### 短篇小說:「歐‧亨利筆法」
「出人意表的結尾」，充分而又合乎情理的藝術誇張，從「含淚的笑」中表達對小人物的同情和對黑暗社會的憤怒，這是著名的「歐‧亨利筆法」。溫紹賢的創作理念正好與「歐‧亨利筆法」相符，因此它就成了他數十年來在短篇小說創作上，一直去潛心模仿和追求的最高藝術境界。

溫紹賢的短篇小說多數是每篇五六千字上下，在篇幅較短的情況下，合乎情理的「出人意表的結尾」就顯得十分重要了。他的「綠印人」系列三部短篇小說集的三十二個短篇和一個中篇，以及他另外十幾個短篇，都一律遵循「歐‧亨利筆法」，通過充分而又合乎情理的藝術誇張，去努力營造出一個「出人意表的結尾」，成功地做到從「笑聲淚影」中表達對小人物的無限同情和對強權社會的憤怒譴責。這是溫紹賢短篇小說的一個鮮明藝術特點。

### 長篇小說系列：雙線並行法 + 形為第三人稱實為第一人稱的敘事方式
溫紹賢從1976年起，用了十五年的時間，寫成了他的代表作「無果花」長篇小說系列。它是由五部相對獨立而又連成一體的小說組成，達一百多萬字。每一部小說以毛澤東時代一個重大的政治運動全過程為背景，中間穿插著一個個扣人心弦、賺人熱淚的悲劇故事。

據《紅的回憶》五部曲 (香港翔流編譯出版公司，2008年) 的總序言披露，溫紹賢在動手寫作該系列小說之前，就定下了一個艱巨而又雄心勃勃的目標：把它寫成既是一本百分之百的悲情小說，又是一部百分之百的中國當代史。他深知，要達到這樣的一個目標，必須對作品的內容和結構作出別出心裁的處理，才能客觀地而又形象地全面深刻反映那個歷史時代。

經過反復而縝密的深入構思，他最後決定，在整體內容上，要明確寫出小說中一連串令人不忍卒讀的悲劇故事，並不是一些大奸大惡的人造成的，而是頑固推行極「左」路線的結果。一些奸佞之徒陷害和壓迫群眾的惡行，一些出現在部分群眾中違背良心的行為，都是這條路線的必然產物；而這些奸佞之徒和這部分群眾，是不分「共幹」、共產黨員，還是一般老百姓的，一切都以人的本性為依歸。這應該成為這套系列小說明顯地有別於反共小說和「傷痕文學」的一大特點。

在結構上，他決定採用一般文藝作品通常不會使用的手法，那就是雙線並行法：一條線是以各個時期的政治事件貫穿其中，另一條線是以小說中各種人物命運的故事穿插其間，兩條線自始至終緊密交織在一起，血脈相連，相互襯托，以便給讀者一種置身其中的強烈真實感。與此同時，為了進一步加強讀者有置身其中的強烈真實感，也為了反映當時人們敢怒而不敢言的現實，他又決定採用形為第三人稱實為第一人稱的敘事方式。

他雖然知道，採用雙線並行法，對撰寫一部超長篇小說來說，是一個冒險的嘗試，而第一人稱用於一部超過百萬字而內容又十分複雜的小說，也是極為不智的，但這是為他既定的寫作目標所決定的，他覺得值得去嘗試，並相信自己有駕馭全局的能力。

結果，「無果花」系列小說成功地做到了把毛澤東所發動的歷次政治運動一一如實地再現出來，把穿插其間的人物悲劇故事，按照當時生活的本來面貌，一一蕩氣回腸地編織出來，生動而形象地反映了當代中國整整一個時代的歷史真實。於是，他雄心勃勃的寫作目標，通過對內容和藝術手法作出特殊的處理，終於達到了。中國社會科學院文學研究所袁良駿教授在他的《香港小說流派史》(2008年1月福建人民出版社) 中評論說：《無果花》「是迄今為止反映內地20世紀五六七十年代極『左』錯誤的唯一的一部長篇小說系列。系列氣魄宏大，情景逼真，深刻反映了這段悲劇歷史。」香港著名作家和文藝批評家東瑞先生，在大陸著名的文學評論雜誌《文學自由談》上撰文，題為《溫紹賢系列長篇的成功》 （页面存档备份，存于），高度評價了這個長篇小說系列：「以作品翻譯蜚聲香港及海外文壇的溫紹賢,創作大氣魄的系列長篇小說《無果花》,其意義是重大和不可估量的。……《無果花》是為歷史作證的大氣魄作品,具有史詩般的結構。無論其得失如何,它的存在價值已是無容置疑的了。……它的文學價值必然可與歷史同存。」

「無果花」長篇小說系列1992年由香港金葉（國際）出版公司出齊之後，溫紹賢又用了十多年時間，不斷對它進行修訂、補充，部分章節重寫，甚至改寫了第五部，務求精益求精。2008年9月以書名《紅的回憶》五部曲出版其一冊裝修訂本。也許由於它是迄今為止全面反映毛澤東時代悲劇唯一的一部系列長篇小說而具有的稀罕性，加上它很不一樣的藝術處理手法，它獲得了中國最權威的現代文學機構「中國現代文學館」高規格收藏，入藏證書中寫道：「您捐贈的《紅的回憶》五部曲已由我館珍藏，將傳之永世。感謝您為豐富我館館藏，為中國文學千秋事業所作的貢獻。」

迄今為止，溫紹賢已出版了十部長篇小說、三部短篇小說集和兩部文學傳記，其中的《梅萼之歌》三部曲，被北京的權威文藝評論刊物《文藝報》譽為「一部展現香港百年來滄桑變化的力作」。他的九部長篇小說已經翻譯成英文 (作者親自翻譯其中八部並譯審其餘一部)，並分別於2011年3月和5月以電子書的形式出版，由美國Amazon.com, Inc. （页面存档备份，存于） (亞馬遜)代理發行。

## 主要文學著作
| 書名/篇名 | 出版刊物/機構 |
| 1.《瑪麗不是中國人》、《史團長應徵》、《謀生伎倆》等十多篇(短篇小說)                                                       | 香港文匯報、週末報等(1951年至1953年) |
| 2.《嫂嫂》(短篇小說) | 香港《彩虹》週刊 (1952 年2月9日) |
| 3.《夢》(翻譯葉君健的短篇)                                                                                                 | 香港《彩虹》週刊(1952年3月8日) |
| 4.《染髮記》、《相逢一笑》、《白馬王子今何在》等十多篇(短篇小說)                                                           | 香港文匯報、新晚報等(1980年至1993年) |
| 5.《墮胎記》(短篇小說) | 北京人民文學出版社出版的《當代》雙月刊(1985年6月)；收入武漢長江文藝出版社「香港當代文藝精品」的《短篇小說卷》中(1994年8月)                         |
| 6.《比利》(文學傳記) | 香港新雅文化事業有限公司(1985年) |
| 7.《甘地》(文學傳記，與鄭秋婷合著)                                                                                         | 香港新雅文化事業有限公司(1985年) |
| 8.《移民》、《餘孽》、《替身》等三篇(短篇小說)                                                                             | 《香港文學》(1986年3月、1986年5月、1987年2月) |
| 9.《鴻溝》(短篇小說) | 北京人民文學出版社出版的《華人世界》雙月刊(1987年4月)                                                                                              |
| 10.《宿約》中篇小說 | 北京人民文學出版社出版的《華人世界》雙月刊(1987年10月)                                                                                             |
| 11.《歸宿》(短篇小說) | 天津作協《天津文學》(1987年12月) |
| 12.《失去了的一代》 (「無果花」長篇小說系列之五)                                                                           | 電子書版: 香港Everflow Publications(2011年7月)；香港首尚文化電子書店發行 實體書版: 香港金葉（國際）出版公司(1987年)                                |
| 13.《綠印人》 (短篇小說集，「綠印人」系列之一)                                                                             | 北京中國友誼出版公司(1987年) |
| 14.《青春淚》 (「無果花」長篇小說系列之一)                                                                                 | 電子書版: 香港Everflow Publications(2011年7月)；香港首尚文化電子書店發行 實體書版: 香港香港金葉（國際）出版公司(1987年)                            |
| 15.《宿約》 (中短篇小說集，「綠印人」系列之二)                                                                             | 香港捷藝佳出版公司(1988年) |
| 16.《相逢何必曾相戀》 (短篇小說集，「綠印人」系列之三)                                                                     | 香港捷藝佳出版公司(1990年) |
| 17.《替身》(短篇小說) | 北京中國文聯出版公司出版的《四海》雙月刊(1991年3月)                                                                                                |
| 18.《馬路風雲》(長篇小說)                                                                                                  | 香港捷藝佳出版公司(1991年) 凸字版: 香港盲人輔導會(1992年)                                                                                          |
| 19.《魂斷彩虹》 (「無果花」長篇小說系列之二)                                                                               | 電子書版: 香港Everflow Publications(2011年7月)；香港首尚文化電子書店發行 實體書版: 香港金葉（國際）出版公司(1992年)                                |
| 20.《瀝血殘花》 (「無果花」長篇系列小說之三)                                                                               | 電子書版: 香港Everflow Publications(2011年7月)；香港首尚文化電子書店發行 實體書版: 香港金葉（國際）出版公司(1992年)                                |
| 21.《肆虐狂飆》 (「無果花」長篇小說系列之四)                                                                               | 電子書版: 香港Everflow Publications(2011年7月)；香港首尚文化電子書店發行 實體書版: 香港金葉（國際）出版公司(1992年)                                |
| 22.《憔悴損芳姿》 《梅萼之歌》三部曲之一 23.《春事破寒來》 《梅萼之歌》三部曲之二 24.《只有香如故》 《梅萼之歌》三部曲之三 | 電子書版: 香港Everflow Publications(2011年7月)；香港首尚文化電子書店發行 實體書版: Vertex Consultancy (香港版, 1998年)；作家出版社(北京版, 2000年) |
| 25.《紅的回憶》五部曲 (「無果花」長篇小說系列的修訂合訂本)                                                                 | 香港翔流編譯出版公司 (2008年9月) |
| 26. 《林邊紅屋》(長篇小說)                                                                                                 | 電子書版: 香港Everflow Publications(2011年7月)；香港首尚文化電子書店發行 實體書版: 香港Everflow Publications (2012年2月)                           |
| 27. 《溫紹賢中短篇小說自選集》(電子書版)                                                                                   | 香港Everflow Publications(2013年12月) Google Books發行                                                                                             |

## 主要學術著作
| 書/篇名                                                             | 出版刊物/機構 |
| 1.《評〈紅樓夢〉中詩詞的英譯》(論文)                                | 香港《開卷》雜誌(1980年1月)；北京中國外文出版局的《編譯參考》(1980年第4期轉載1980年4月)； 隨後收入天津百花文藝出版社1982年出版的《香港紅學論文選》中 |
| 2.《實用英漢比較語法》(專著)                                        | 香港金葉（國際）出版公司(1986年10月) |
| 3.《中英古典詩歌的意境》(論文)                                      | 《香港作聯作品集》(香港作聯，1991年8月) |
| 4.《從我國古典詩詞中的「合」看中英詩歌之異同》(論文)                | 《香港文學》(185期2000年5月號) |
| 5.《民族的特有意境 — 詩詞翻譯中難於逾越的鴻溝》(論文)               | 《青熒》(香港大學學生會刊物，2000年8月號) |
| 6.《中英文互譯技巧》                                                | 在鄭州大學西亞斯國際學院商學院的講學稿(2001年5月) |
| 7.《英語疑問句的結構及應用 — 兼與漢語的疑問句作比較》               | 在鄭州大學西亞斯國際學院商學院的講學稿(2001年5月) |
| 8.《曲折的寄託 — 中詩英譯的一大難題》(論文)                         | 《人生》(香港作聯會員散文集，明報出版社，2002年2月)                                                                                                  |
| 9.《英漢互動語法與翻譯》(專著)                                      | 鄭州大學西亞斯國際學院商學院(2003年1月) |
| 10.《中英詩意境的異同及其翻譯》(專著)                               | 電子書版: 香港Everflow Publications (2011年7月)；香港首尚文化電子書店發行 實體書版:鄭州大學西亞斯國際學院商學院(2003年1月)                           |
| 11.《英漢對比語法與翻譯》                                           | 鄭州大學西亞斯國際學院商學院(2004年9月) |
| 12.《漢英對比語法與翻譯》(專著)(電子書版)                           | 香港Everflow Publications (2011年7月)；香港首尚文化電子書店發行                                                                                      |
| 13.An Active Modern Chinese Grammar & Translation (專著) (電子書版) | 香港Everflow Publications (2011年7月)；香港首尚文化電子書店發行                                                                                      |
| 14.《中文常用詞句及中英對比與翻譯》(第一輯：相異篇) (專著)          | 電子書版: 香港Everflow Publications (2011年7月)；香港首尚文化電子書店發行 實體書版: 香港Everflow Publications (2012年2月)                            |
| 15. 《中文常用詞句及中英對比與翻譯》(第二輯：相近篇) (專著)         | 電子書版: 香港Everflow Publications (2011年7月)；香港首尚文化電子書店發行 實體書版: 香港Everflow Publications (2012年2月)                            |
| 16. 《中文常用詞句及中英對比與翻譯》(第三輯：相似篇) (專著)         | 電子書版: 香港Everflow Publications (2011年7月)香港首尚文化電子書店發行 實體書版: 香港Everflow Publications (2012年2月)                              |
| 17. 《中英對比與互譯精要》(電子書版)                                | 香港Everflow Publications (2013年12月)；Google Books Partner Program發行)                                                                            |
| 18. Essentials of Modern Chinese (電子書版)                         | 香港Everflow Publications (2014年4月)；美國Amazon.com, Inc.發行)                                                                                     |
| 19. Steps to Elegant Translation from E to C (電子書版)             | 香港Everflow Publications (2014年6月)；美國Amazon.com, Inc.發行)                                                                                     |
| 20. Chinese Sentence Patterns (classified) (電子書版)               | 香港Everflow Publications (2014年6月)；美國Amazon.com, Inc.發行)                                                                                     |
| 21. Chinese Numerals & Classifiers (電子書版)                       | 香港Everflow Publications (2014年8月)；美國Amazon.com, Inc.發行)                                                                                     |

## 對其作品的評論
| 篇名/書名                                                                 | 作者           | 出版刊物/機構                                 |
| 1. 《只有熟悉才能真實》— 溫紹賢《綠印人》讀後                             | 東瑞           | 香港《讀者良友》(1987年10月號)                |
| 2. 《綠印人百態》                                                         | 溫斯           | 天天日報( 1988年7月30日)                      |
| 3. 《含淚的幽默和微笑 — 序溫紹賢「綠印人」系列之二〈宿約〉》              | 東瑞           | 文匯報「文藝版」536期(1988年8月21日)          |
| 4. 《反映綠印人的小說集》                                                 | 楊嵐           | 文匯報 （页面存档备份，存于）(1988年12月1日)  |
| 5. 《溫紹賢寫出悲憤經歷》                                                 | 羅漢           | 星島日報(1989年1月10日)                       |
| 6. 《第一個高度 — 八十年代香港小說巡禮》                                  | 潘亞墩         | 《香港文學》59期(1989年11月)                  |
| 7. 《溫紹賢系列長篇的成功》                                               | 東瑞           | 天津作協《文學自由談》雜誌(1992年第2期)       |
| 8. 《長篇巨製〈無果花〉》                                                 | 曾敏之         | 華僑日報(1992年12月)                          |
| 9. 香港作家譜寫香港歷史 — 溫紹賢〈梅萼之歌〉出手不凡》                    | 《世華沙龍》版 | 中國文聯主管的《世界華文文學》99期(1999年2月) |
| 10. 《一部展現香港百年來滄桑變化的力作 — 〈梅萼之歌〉》                   | 曾敏之         | 北京《文藝報》(1999年11月25日)                |
| 11. 《這麼重 那麼輕 — 紅的回憶》                                          | 鄭維音         | 明報「文化資訊」版(2000年2月21日)             |
| 12. 《為「小人物」立傳 — 香港現代都市小說平民意識論》，重點評論《墮胎記》 | 李運抟         | TsingHua網(2001年3月15日)                     |
| 13. 《失去了的一代》序 收入《綠到窗前》                                   | 曾敏之         | 明窗出版社有限公司(2001年9月)                 |
| 14. 《香港小說流派史》                                                    | 袁良駿         | 福建人民出版社(2008年1月)                     |

## 部份譯作

### 英譯中
1.《戴高樂傳》（譯審，北京人民出版社，1978）

2.《海洋神秘事件》（明天出版社，1981）

3.《性愛之樂》（合譯，香港南華早報附屬機構青鳥出版公司，1981）

4.《電腦入門》（香港南華早報附屬機構青鳥出版公司，1982）

5.《香港新界原居民宗祠》（香港南華早報附屬機構青鳥出版公司，1983）

6.《水晶骷髏頭》（香港萬里書店有限公司，1983）

7.《哈立隨身英語課程》（倫敦哈立出版有限公司，1983）

8.《黑手黨合同》（合譯，香港新雅文化事業有限公司，1985）

9.《古埃及王的陵墓》（合譯，香港新雅文化事業有限公司，1985）

10.《愛經》（加拿大《加華日報》，1985）

11.《愛祕》（加拿大《加華日報》，1986）

12.《食色性也》（香港麒麟書業有限公司，1990）

13.《性之謎》（香港獲益出版事業有限公司，1991）

14.《四色配色大全》（Art Distribution Centre Ltd. 1993）

15.《彩色校樣檢查及修改》（Art Distribution Centre Ltd. 1993）

16.《Mac排版軟件大檢閱》（譯審、編輯，Art Distribution Centre Ltd. 1994）

17.《Mac電腦插圖個案研究》（譯審、編輯，Art Distribution Centre Ltd. 1994）

18.《Mac插圖軟件大檢閱》（譯審、編輯，Art Distribution Centre Ltd. 1995）

19.《Mac高階排版軟件大檢閱》（譯審、編輯，Art Distribution Centre Ltd. 1995）

20.《精品攝影》（譯審、編輯，Art Distribution Centre Ltd. 1995）

21.《美食攝影》（譯審、編輯，Art Distribution Centre Ltd. 1995）

22.《Mac影像處理軟件大撿閱》（譯審、編輯，Art Distribution Centre Ltd. 1996）

23.《電腦動畫製作》（譯審、編輯，Art Distribution Centre Ltd. 1996）

24.《幻像攝影》（譯審、編輯，Art Distribution Centre Ltd. 1996）

25.《室內美影》（譯審、編輯，Art Distribution Centre Lid. 1966）

26.《艷裳魅影》（譯審、編輯，Art Distribution Centre Ltd. 1996）

27.《電腦數碼成像製作》（譯審、編輯，Art Distribution Centre Ltd. 1996）

28. – 41.《中學化學課本》共14本 (合譯，香港有關教育出版社 2001至2007)

### 中譯英
42. Sino-Vietnamese War《中越戰爭》（京士威國際出版有限公司，1981）

43. Shaolin Gungfu《少林功夫》（京士威國際出版有限公司，1981）

44. The Story of Dayu《大禹治水》（京士威國際出版有限公司，1982）

45. Law Annual Report of China 1982/83《中國法律年鑑「82/3」》（香港京士威國際出版有限公司，1982）

46. Laws and Regulations of the PRC《中華人民共和國法規選輯》第一卷（京士威國際出版有限公司，1982）

47. Laws and Regulations of the PRC《中華人民共和國法規選輯》第二卷（香港文化事業公司，1984）

48. Album of Paintings of Chairman Mao Memorial Hall《毛主席紀念堂珍藏畫  集》（北京新華出版社，1993）

49. Selected Photos of Deng Xiaoping During his Southern Tour《鄧小平南巡照片選輯》(廣東人民出版社，1993）

50. New Looks of Qingxin Municipality《清新市新貌》(廣東省清新市，1993)

51. Tearful Youth《青春淚》﹙譯審，《紅的回憶》五部曲之一，香港Everflow Publications出版電子版，2011年3月，美國Amazon Digital Services發行)

52. Rainbow Bridge《魂斷彩虹》（《紅的回憶》五部曲之二，香港Everflow Publications出版電子版，2011年3月，美國Amazon Digital Services發行)

53. Withered Flowers《瀝血殘花》（《紅的回憶》五部曲之三，香港Everflow Publications出版電子版，2011年3月，美國Amazon Digital Services發行)

54. Awful Catastrophe《肆虐狂飆》（《紅的回憶》五部曲之四，香港Everflow Publications出版電子版，2011年3月，美國Amazon Digital Services發行)

55. The Generation Lost《失去了的一代》（《紅的回憶》五部曲之五，香港Everflow Publications出版電子版，2011年3月，美國Amazon Digital Services發行)

56. Path Finder《憔悴損芳姿》 (《梅萼之歌》三部曲之一，香港Everflow Publications出版電子版，2011年5月，美國Amazon Digital Services發行)

57. Working Wonders《春事破寒來》(《梅萼之歌》三部曲之二，香港Everflow Publications出版電子版，2011年5月，美國Amazon Digital Services發行)

58. Fragrant Forever《只有香如故》(《梅萼之歌》三部曲之三，香港Everflow Publications出版電子版，2011年5月，美國Amazon Digital Services發行)

59. Dear Pursuit《林邊紅屋》(長篇小說，香港Everflow Publications出版電子版，2011年3月，美國Amazon Digital Services發行)

60. An Active Modern Chinese Grammar & Translation (《漢英對比語法與翻譯》英文電子版 ) (香港Everflow Publications出版， 2011年7月，美國 Amazon.com, Inc. （页面存档备份，存于）發行)

61. Useful Chinese Words & Expressions Book One (《中文常用詞句及中英對比與翻譯》 (第一輯：相異篇的英文版)) (香港Everflow Publications出版，2013年3月，美國 Amazon.com, Inc. （页面存档备份，存于）發行)

62. Useful Chinese Words & Expressions Book Two (《中文常用詞句及中英對比與翻譯》 (第二輯：相近篇的英文版)) (香港Everflow Publications出版，2013年3月，美國 Amazon.com, Inc. （页面存档备份，存于）發行)

63. Useful Chinese Words & Expressions Book Three (《中文常用詞句及中英對比與翻譯》 (第三輯：相似篇的英文版)) (香港Everflow Publications出版，2013年3月，美國 Amazon.com, Inc. （页面存档备份，存于）發行)

64. Chinese-English Comparative Studies (《中英對比與互譯精要》英文電子版) (香港Everflow Publications出版，2013年12月，美國 Amazon.com, Inc. （页面存档备份，存于）發行)

65. Red Memories pentalogy (《紅的回憶五部曲》英文電子版) (香港Everflow Publications出版，2013年12月，美國 Amazon.com, Inc. （页面存档备份，存于）發行)

66. Romance of the Fragrant Port trilogy (《梅萼之歌三部曲》英文電子版) (香港Everflow Publications出版，2013年12月，美國 Amazon.com, Inc. （页面存档备份，存于）發行)

67. Essentials of Modern Chinese (電子版) (香港Everflow Publications出版，2014年4月，美國 Amazon.com, Inc. （页面存档备份，存于）發行)

68. Steps to Elegant Translation from E to C (電子版) (《英譯漢求“雅”三步訣》) (香港Everflow Publications出版，2014年6月，美國 Amazon.com, Inc. （页面存档备份，存于）發行)

69. Chinese Sentence Patterns (classified) (電子版) (香港Everflow Publications出版，2014年6月，美國 Amazon.com, Inc. （页面存档备份，存于）發行)

70. Chinese Numerals and Classifiers (電子版) (香港Everflow Publications出版，2014年8月，美國 Amazon.com, Inc. （页面存档备份，存于）發行)

71. Moonlight Island (《月光島》) (科幻小說中英對照讀本，實體書) (北京科普出版社出版，2014年8月)

72. The Magic Flute of Tianjialin (《雪山魔笛》) (科幻小說中英對照讀本，實體書) (北京科普出版社出版，2014年8月)

73. Dear Delusion (《溫柔之鄉的夢》) (科幻小說中英對照讀本，實體書) (北京科普出版社出版，2014年8月)

74. The New Noah's Ark (《新諾亞方舟》) (科幻小說中英對照讀本，實體書) (北京科普出版社出版，2014年8月)

## 外部連結
- 香港作家簡介 （页面存档备份，存于）
- 香港中央圖書館特藏香港著名作家手稿
- 國務院新聞辦公室發佈由中國圖書對外推廣網和中國作家協會共同建立的「作家檔案」[永久]網頁
- 國務院新聞辦公室發佈由中國圖書對外推廣網和中國作家協會共同建立的「翻譯名家」[永久]網頁
- 中國著名作家 （页面存档备份，存于）
- 溫紹賢在美國亞馬遜網上平台(Amazon Digital Services)出售的英文電子書
- 溫紹賢在香港首尚電子書店網上平台出售的書籍
- 溫紹賢在worldcat書目上的部分著作 （页面存档备份，存于）
- 《溫紹賢系列長篇的成功》 （页面存档备份，存于），東瑞，《文学自由谈》1992年第02期
- 《香港小說流派史》，袁良駿，福建人民出版社，2008年1月
- 《梅萼之歌》：展現香港百年滄桑變化的力作 - 作聯二十周年系列—— 曾敏之︰香港作聯邁向文學新里程 （页面存档备份，存于），www.hongkongwriters.hk, 2008年1月24日